# Atletica leggera ai Giochi della XXVIII Olimpiade - Eptathlon

## Presenze ed assenze delle campionesse in carica
| Competizione         | Atleta             | Prestazione | Atene 2004 |
| -------------------- | ------------------ | ----------- | ---------- |
| Olimpiadi 2000       | Denise Lewis       | 6 584 p.    | Presente   |
| Commonwealth 2002    | Jane Jamieson      | 6 059 p.    | Assente    |
| Europei 2002         | Carolina Klüft     | 6 542 p.    | Presente   |
| Panamericani 2003    | Tiffany Lott-Hogan | 6 064 p.    | Presente   |
| Africani 2003        | Margaret Simpson   | 6 152 p.    | Presente   |
| Mondiali 2003        | Carolina Klüft     | 7 001 p.    | Presente   |
|                      |                    |             |            |
| Mondiali junior 2000 | Carolina Klüft     | 6 056 p.    | Presente   |

## Risultati
Stadio olimpico, 20-21 agosto.
Una delle probabili protagoniste, Eunice Barber, in precario stato di forma, rinuncia per iscriversi al solo salto in lungo (non avrà fortuna).

Carolina Klüft parte bene: si avvicina al primato personale nelle prime due prove (13"21 sugli ostacoli e 1,91 nell'alto) e batte il suo record nel peso (14,77). Chiude la prima giornata con un vantaggio di 220 punti su Kelly Sotherton. La campionessa uscente Denise Lewis si difende bene ma alla quarta gara, i 200 metri, ha un controprestazione e scende al nono posto nella classifica generale. Natallja Sazanovič, medagliata sia ad Atlanta sia a Sydney, è costretta a ritirarsi alla terza prova per un infortunio al ginocchio.
Nella seconda giornata la Klüft continua a dominare, la Sotherton è in difficoltà mentre Austra Skujytė risale dalla quinta posizione. Si ritira Denise Lewis dopo una deludente prova nel lungo. Nei lanci Austra Skujyte supera la Sotherton issandosi al secondo posto. Nell'ultima gara, gli 800 metri, entrambe fanno il proprio record personale. La Skujyte mantiene un vantaggio finale di 11 punti e si aggiudica l'argento.
Nella classifica finale ben 22 atlete hanno totalizzato almeno 6.000 punti.
| Pos | Paese                                          | Atleta                       | Punti                                |
| --- | ---------------------------------------------- | ---------------------------- | ------------------------------------ |
|     | Svezia                                         | Carolina Klüft               | 6.952                                |
|     | CORSE 100 h: 13"21 200 m: 23"27 800 m: 2'14"15 | SALTI Alto: 1,91 Lungo: 6,78 | LANCI Peso: 14,77 Giavellotto: 48,89 |
|     | Lituania                                       | Austra Skujytė               | 6.435                                |
|     | Gran Bretagna                                  | Kelly Sotherton              | 6.424                                |
| 4   | Stati Uniti                                    | Shelia Burrell               | 6.296                                |
| 5   | Russia                                         | Elena Prochorova             | 6.289                                |
| 6   | Germania                                       | Sonja Kesselschläger         | 6.287                                |
| 7   | Francia                                        | Marie Collonvillé            | 6.279                                |
| 8   | Ucraina                                        | Natalija Dobryns'ka          | 6.255                                |

Carolina Klüft vince con un margine di 517 punti, il più alto mai visto sinora nell'Eptathlon in una competizione di livello mondiale.